# Titusville (Floryda)
Titusville – miasto (city), ośrodek administracyjny hrabstwa Brevard, we wschodniej części stanu Floryda, w Stanach Zjednoczonych, położone nad laguną Indian River.

## Demografia
W 2013 roku miasto liczyło 44 206 mieszkańców. W 2023 roku liczba mieszkańców wzrosła do 49 680 osób, a gęstość zaludnienia przekroczyła 652 osoby/km².

## Historia
Początki miejscowości, znanej początkowo jako Sand Point, sięgają 1867 roku. W 1873 roku jej nazwę zmieniono na Titusville, upamiętniając pułkownika Henry'ego T. Titusa, założyciela miejscowości. Oficjalne założenie miasta nastąpiło w 1887 roku. Titusville rozwinęło się jako port rybacki i ośrodek eksportu cytrusów. W latach 50. i 60. XX wieku nastąpił gwałtowny rozwój miasta, związany z otwarciem na pobliskiej wyspie Merritt Centrum Kosmicznego Johna F. Kennedy’ego.

## Gospodarka
Gospodarka Titusville opiera się na turystyce i przemyśle wysokiej technologii.